# Messiniaanse crisis

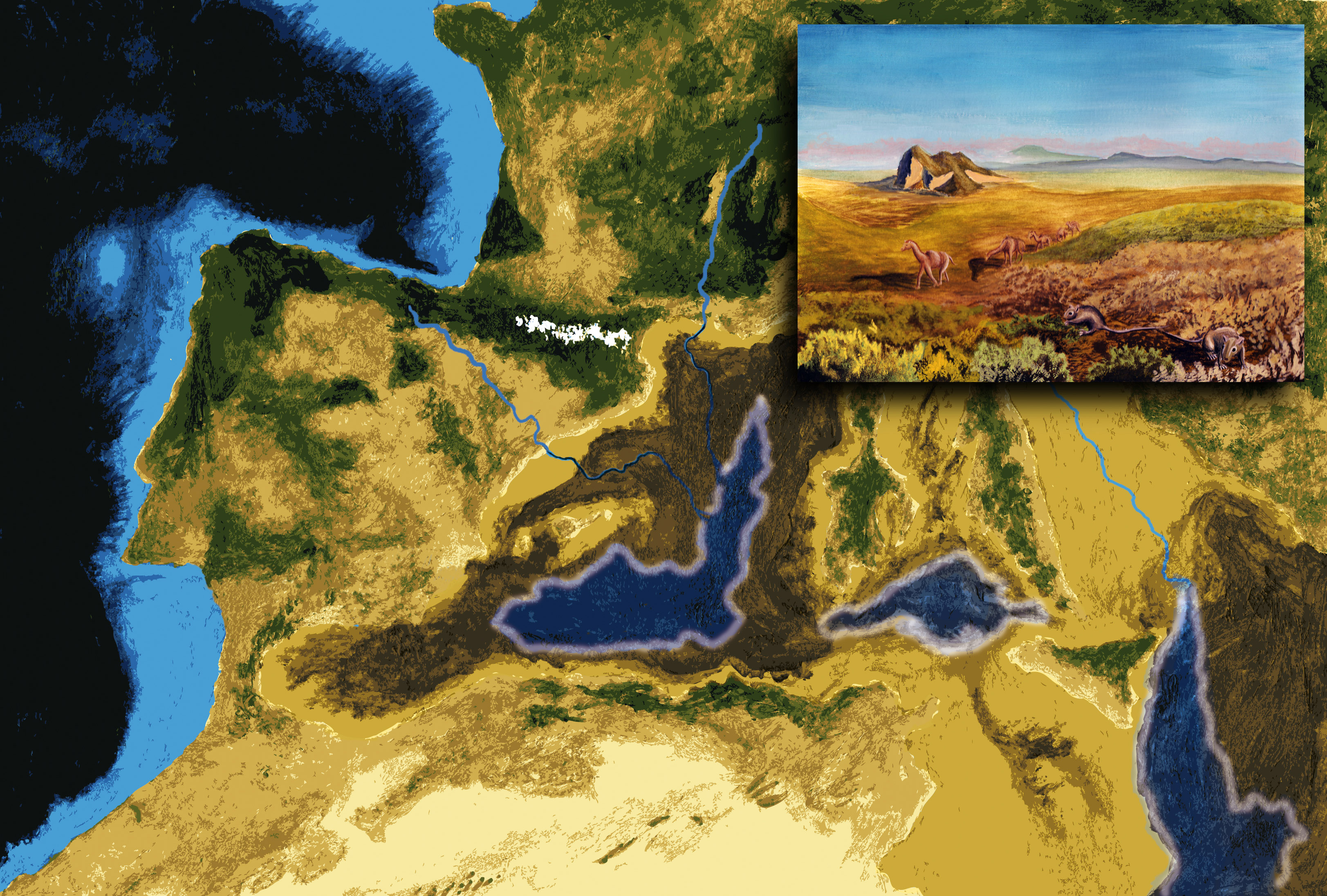
Het westelijke Middellandse Zeebekken tijdens de messiniaanse crisis

De messiniaanse crisis of saliniteitscrisis in het Messinien was het grotendeels droogvallen van de Middellandse Zee aan het einde van het geologisch tijdperk Messinien, zo'n 6 miljoen jaar geleden, door de afsluiting van de Straat van Gibraltar. De zeespiegel daalde tot anderhalve kilometer en door de verdamping van het zeewater ontstonden uitgebreide afzettingen van gips, kalk en steenzout.
Hoewel er vaker tijdens de geschiedenis van de Aarde sprake is geweest van een indampingsbekken op deze schaal, was de Middellandse Zee tijdens de messiniaanse crisis de laatste keer dat dit gebeurde. Dit had grote invloed op het klimaat in het hele Middellandse Zeegebied, dat tijdens het Messinien veel droger was dan tegenwoordig. Ook verklaart het de patronen van erosie en het vóórkomen van (al dan niet tegenwoordig uitgestorven) soorten dieren en planten in de regio.

## Bewijs voor het droogvallen

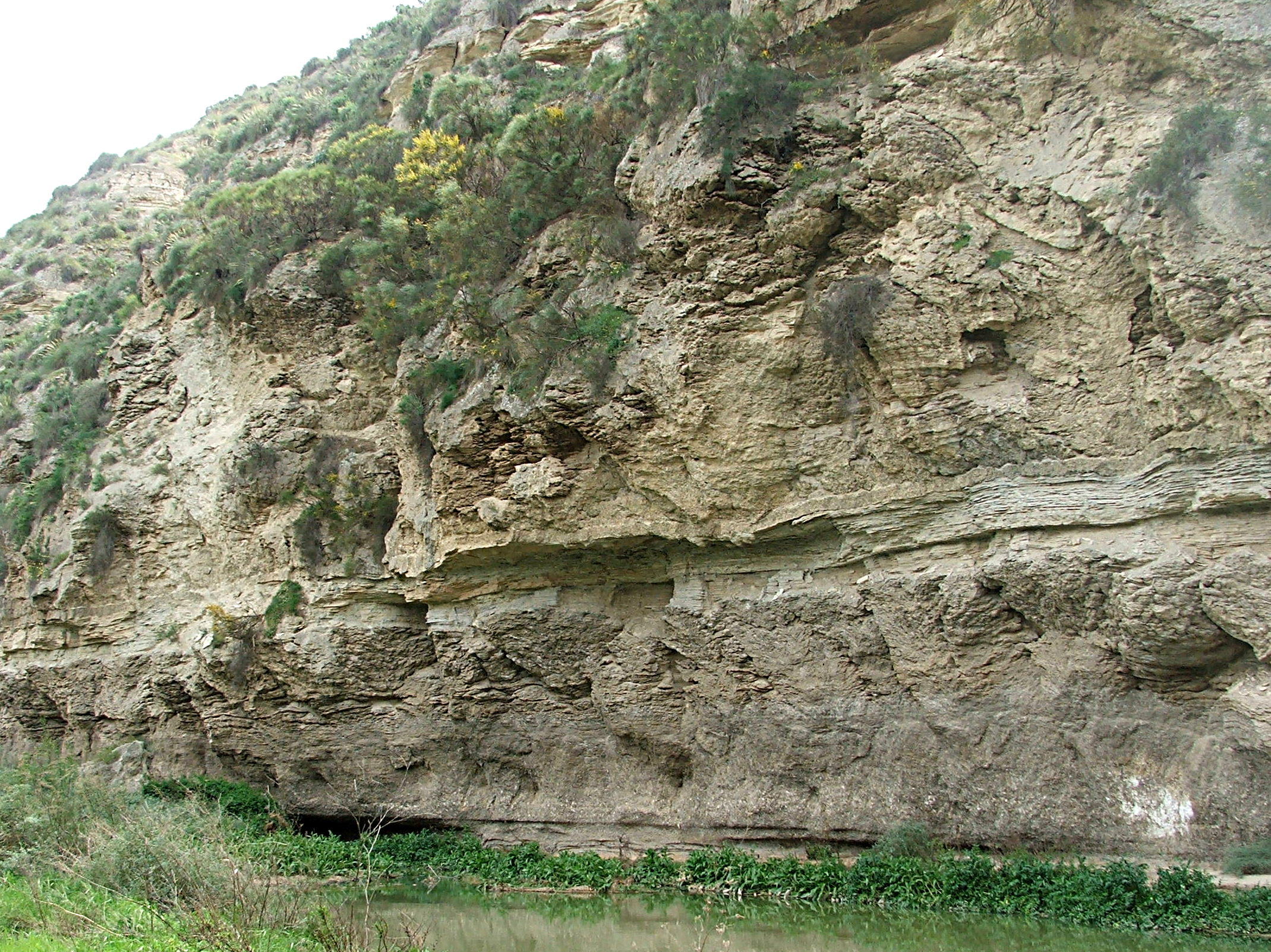
Een minstens twee meter dikke laag gips (evaporiet) uit het Messinien van het Sorbasbekken in Zuid-Spanje. De gipslaag is direct boven het meertje te zien en wordt overdekt door kleilagen.

### Diepe rivierdalen
In de omgeving van Valence in Zuid-Frankrijk vond men aan het einde van de 19e eeuw bij het graven van bronnen een door Kwartaire lagen bedekte kloof die was opgevuld met Pliocene sedimenten en onverklaarbaar diep de oudere gesteenten in doordrong. Het lukte later deze opgevulde kloof door het hele dal van de Rhône te volgen van Lyon tot de Camargue. Verschillende Franse en Italiaanse paleontologen verklaarden dit met een totale uitdroging van de Middellandse Zee, waardoor het dal van de Rhône in die tijd lager lag omdat de rivier zich dieper insleet. Sedimentologisch onderzoek heeft inmiddels uitgewezen dat deze kloof inderdaad niet onder water gevormd werd (zoals tegenwoordig de submariene canyons aan de randen van het continentaal plat), maar door het diep inslijten van rivierdalen aan de rand van het drooggevallen Middellandse Zeebekken.
Op dezelfde wijze bleken later ook andere rivieren die in de Middellandse Zee uitmondden, vroeger veel dieper gelegen te hebben. Zo bleek bij de bouw van de Aswan-stuwdam in de Nijl dat deze rivier daar ooit op 750 meter onder het huidige zeeniveau gelegen had.

### Evaporietlagen
In 1958 vond de oceanograaf Brackett Hersey tijdens seismisch onderzoek van de ondergrond onder de Middellandse Zee op ongeveer 100 tot 200 meter onder de zeebodem een opvallend goed reflecterende laag. De laag, die de M-reflector werd genoemd, volgde de contouren van de huidige zeebodem. Ook vielen in de seismisch profielen structuren op die op zoutdiapieren leken en vanaf de reflecterende laag omhoog liepen. Veel geologen dachten echter met zout uit het Zechstein te maken te hebben.
In 1970 werden in het kader van het Deep Sea Drilling Program in het Balearenbekken boringen uitgevoerd door een onderzoeksteam aan boord van de Glomar Challenger onder leiding van William Ryan en Kenneth Hsü. Daarbij werd ook de M-reflector aangeboord. Deze bleek uit dikke evaporietlagen te bestaan. Ook werden lagen dolosteen, stromatolieten en anhydriet gevonden. Stromatolieten zijn fijne afwisselende lagen van in algenmatten ingevangen klei en kalk die ontstaan in een getijdenzone van ondiep tropisch water. Anhydriet, met name zogenaamde chickenwire-anhydriet, is calciumsulfaat zonder in het kristalrooster ingesloten water (zoals wel het geval in gips). Dergelijk anhydriet was destijds alleen bekend uit sabkha's, zoutmoerassen die in zeer warme klimaten in een kustgebied vormen, waar het grondwater een temperatuur over de 30 °C kan bereiken. Bij lagere temperaturen vormt zich alleen gips. Ook werd haliet gevonden, een mineraal dat alleen bij extreem hoge verdamping van zeewater neerslaat. De samenstelling van de reflecterende laag leek daarom uit te wijzen dat deze in zeer ondiep water gevormd was. Een belangrijke ontdekking uit de boringen was dat de fossiele foraminifera (gidsfossielen) uit de laag onder de M-reflector afkomstig waren uit het Mioceen, om precies te zijn het Messinien, in plaats van uit het Perm.
Uit het Messinien waren in het Middellandse Zeegebied op het land eerder ook al evaporieten gevonden, maar dat waren dunne, niet overal duidelijk aanwezige lagen. Tot de ontdekking van de dikke evaporietlagen werden deze gezien als lokale, onbelangrijke verschijnselen. Tegenwoordig worden ze geïnterpreteerd als afzettingen uit bekkens aan de rand van de Middellandse Zee, die tijdens het Mioceen onder water lagen maar later door tektonische opheffing van de aardkorst omhoog gekomen zijn. Zulke evaporietlagen zijn bijvoorbeeld te vinden op verschillende plekken op het vasteland van Italië, op Sicilië, in Zuid-Spanje en op Kreta.

## Oorzaken

De paleogeografie rond de Straat van Gibraltar tijdens het Mioceen. De huidige kustlijn is aangegeven met rode lijnen. S: Sorbasbekken; M: Middellandse Zee; G: huidige Straat van Gibraltar; B en R: voormalige verbindingen met de oceaan.

Tijdens het Messinien waren er twee verbindingen in de vorm van zeestraten tussen de Atlantische Oceaan en de Middellandse Zee: één ter hoogte van het huidige Rifgebergte en één ten noorden van de Betische Cordillera in Zuid-Spanje. Het hele gebied was (en is) een zone waar gebergtevorming optreedt door het naar elkaar toe bewegen van de Afrikaanse en Europese tektonische platen. Deze beweging is niet continu en zo vindt op sommige plekken ook oprekking van de aardkorst plaats, waardoor bekkens ontstonden en plaatselijk de bodem daalde. Kleine tektonische bewegingen van de aardkorst in dit gebied of kleine schommelingen van het eustatisch zeeniveau konden grote gevolgen hebben, zoals het afsluiten van een zeestraat of de onderlinge verbindingen tussen de verschillende bekkens.
Er zijn bewijzen gevonden dat tijdens het Messinien inderdaad een fase van tektonische opheffing plaatsvond in de Betische Cordillera. Een alternatieve verklaring is het aangroeien van de poolkap op Antarctica, waardoor het zeeniveau wereldwijd daalde en de verbinding tussen de Middellandse Zee en de Atlantische Oceaan droog viel.

## Kenmerken
De sedimenten in de M-reflector zijn gevormd in zeer ondiep water, maar liggen op een aantal kilometer diepte onder het zeeniveau. Er zijn geen redenen om aan te nemen dat er sinds de afzetting grote subsidentie in het Middellandse Zeebekken heeft plaatsgevonden, zodat de enige conclusie kan zijn dat het zeeniveau in de Middellandse Zee tijdens het Messinien een paar kilometer lager lag dan tegenwoordig. Ter vergelijking: het wateroppervlak in de Dode Zee, de laagste zee op dit moment, ligt 400 meter onder de zeespiegel in de oceanen.
Het lijkt onwaarschijnlijk dat de Middellandse Zee geheel droog viel. Waarschijnlijk bleven een aantal zoutmeren over. De precieze paleogeografie is echter moeilijk te reconstrueren vanwege de reflecterende eigenschappen van de evaporietlagen.

### Cyclische aard
Het enorme volume van de evaporietlagen kan echter niet door een eenmalige uitdroging van de Middellandse Zee zijn ontstaan. Zoveel zout bevindt zich namelijk niet in de Middellandse Zee. Daarom stelde Hsü een aantal verschillende cycli voor, waarbij telkens de verbinding met de Atlantische Oceaan droogviel en het water in de Middellandse Zee begon te verdampen. Overigens lag de verbinding tussen de Middellandse Zee en de Atlantische Oceaan niet altijd op de plek van de huidige Straat van Gibraltar. Tijdens verschillende fasen heeft de verbinding soms ter hoogte van het Rifgebergte gelegen, en op andere momenten ten noorden van de Betische Cordillera in Spanje.
Elke cyclus begon, na de afsluiting van de Straat van Gibraltar, met de afzetting van dikke evaporieten in diep water. De seizoenswisseling zorgde voor een fijne gelaagdheid in het sediment. Naarmate de zee ondieper werd, wordt de gelaagdheid door de grotere invloed van de golfwerking onregelmatiger. Als de zeebodem ten slotte geregeld boven water kwam te liggen, komen in het sediment stromatolieten voor. Als de zeebodem geheel boven water kwam, is in het sediment anhydriet gevormd. Aan het einde van een cyclus stroomde de Middellandse Zee weer vol met oceaanwater (via de Straat van Gibraltar) of met brak water uit de destijds in het oosten gelegen Paratethys-zee. Tijdens deze fase werden de anhydrieten door een laagje mariene klei bedekt. Deze cyclus heeft zich in het Balearenbekken minstens acht maal herhaald.

### Chronologie
Vanaf ongeveer 15 miljoen jaar geleden was ten oosten van de Middellandse Zee de Tethysoceaan gesloten door het naar elkaar toe bewegen van de Afrikaanse en Aziatische platen. Vanaf dat moment was de verbinding met de Indische Oceaan afgesloten zodat de Middellandse Zee alleen nog met de Atlantische Oceaan verbonden was.
Tijdens elke cyclus moet het water in de Middellandse Zee ongeveer 10.000 jaar nodig gehad hebben om te verdampen. Over de tussen twee cycli liggende hoeveelheid tijd is echter nog geen duidelijkheid. Een idee is dat fasen van tektonische opheffing bij de vorming van de Cordillera Betica gezorgd hebben voor het tijdelijk droogvallen van de Straat van Gibraltar.
Dateringen van het begin van de crisis lopen uiteen van 5,75 Ma tot 5,96 Ma. Volgens sommige modellen volgde daarop een geleidelijke daling van het relatieve zeeniveau, volgens andere ging de daling juist snel en werd in de eerste fase een dikke evaporietlaag afgezet en daarna pas, in de tweede fase, de cyclische evaporiet- en klei-afwisseling.
In het laatste geval zal het opnieuw vullen van het Middellandse Zeebekken geleidelijk zijn gegaan door het ontstaan van een nauwe verbinding met de Atlantische Oceaan. Dit is in tegenstelling met de door Hsü veronderstelde grote natuurramp, waarbij de hele Middellandse Zee in korte tijd volstroomde.

### Gevolgen
Door het droogvallen van de Middellandse Zee veranderde het erosiepatroon, niet alleen in het gebied dat tegenwoordig onder de zeespiegel ligt maar ook in de omliggende gebieden. Rivieren die in de Middellandse Zee uitmonden sleten zichzelf dieper in en vormden diepe, klovige dalen. Ook wordt de messiniaanse crisis verantwoordelijk gehouden voor snelle verkarsting rondom de Adriatische Zee en versnelling van de erosie in de Alpen tijdens het Messinien.
Hoewel de vergletsjering van Antarctica gezien wordt als oorzaak voor de crises, kan dit ook een gevolg zijn geweest. Het uitkristalliseren van de enorme hoeveelheden zeezout in evaporieten kan de saliniteit van de oceanen wereldwijd hebben doen dalen, zodat de temperatuur waarbij het oceaanwater bevroor hoger kwam te liggen.
De invloed van het droogvallen van de Middellandse Zee op het regionale klimaat moet gigantisch zijn geweest. Tijdens het Mioceen heerste in grote delen van Midden-Europa een droog steppeklimaat, terwijl tijdens het Plioceen het klimaat steeds vochtiger en koeler werd.
Hoewel de drooggevallen bodem van de Middellandse Zee een soort woestijnklimaat moet hebben gekend, waren de continentale hellingen aan de randen van het bekken met naaldbos bedekt. De tegenwoordige eilanden in de Middellandse Zee vormden gebergten, waar zich een alpiene flora kon ontwikkelen. Deze heeft zich in Europa tegenwoordig teruggetrokken naar grotere hoogtes, maar is op bijvoorbeeld Corsica en Sardinië blijven bestaan. Sommige diersoorten konden op dezelfde manier op de eilanden terechtkomen. Een voorbeeld zijn antilopen op de Balearen, die zich daarna door verdwerging tot zeer kleine soorten ontwikkelden. Ook konden door de droogval van de Middellandse Zee veel soorten, zoals wilde paarden en zelfs nijlpaarden, van Afrika naar Europa migreren en andersom.

## Mogelijke herhaling
Vanwege de nauwe verbinding met de oceaan en de hoge verdampingsgraad is het water in de Middellandse Zee tegenwoordig weer zouter dan bijvoorbeeld in het noorden van de Atlantische Oceaan. Omdat de Afrikaanse en Europese tektonische platen naar elkaar toe bewegen, wordt verwacht dat de Straat van Gibraltar zich binnen twee tot vier miljoen jaar weer zal sluiten.